# العلاقات العراقية الهندية
العلاقات العراقية الهندية وهي العلاقات الرسمية بين جمهورية العراق و جمهورية الهند وهي علاقة تجارية وصديقة، منذ بداية الحضارات في بلاد ما بين النهرين و بلاد الهند القديمة، وحاليا يقوم العراق بتصدير النفط إلى الهند وتقوم الهند بتصدير الحبوب والمنتجات الزراعية إلى العراق. للعراق سفارة في دلهي، وقنصلية في مومباي، وللهند سفارة في بغداد، وقنصلية في أربيل.

## تاريخ العلاقات
تاريخ العلاقات بين البلدين كان متذبذبا حيث مر بفترات جيدة وبفترات سيئة، بعد استقلال الهند في سنة 1947 كان العراق من أوائل الدول الذي فتح علاقات مع الهند، حيث أن كلا البلدين وقعا إتفاقية صداقة في سنة 1952، الهند كانت من أولى المرحبين بحكومة حزب البعث العربي الاشتراكي التي جاءت إلى الحكم في سنة 1963، بقي العراق محايداً في الحرب الباكستانية-الهندية 1965، وفي سنة 1970 وصف العراق الهند بأنها من أبرز الحلفاء للعراق، إلا أن العلاقات ساءت بين البلدين بعد أن وقف العراق مع دول الخليج الأخرى بصف باكستان ضد الهند في الحرب الباكستانية الهندية عام 1971، بعد ذلك عادت العلاقات مرة أخرى بعد أعتراف العراق في أستقلال بنغلاديش عن باكستان، وفي عام 1980 قامت القوات الجوية الهندية بتدريب 120 طيار عراقي، إلا أن العلاقات ساءت بين البلدين بعد الحرب العراقية الإيرانية ودعم الهند لجمهورية إيران الإسلامية، فقامت الهند بتخفيض علاقاتها التجارية مع العراق، لكن في حرب الخليج الأولى عارضت الهند استخدام القوة ضد العراق، وفي نتيجة الحصار على العراق أدى ذلك لرفع أسعار الوقود في الهند، وقفت الهند أيضًا ضد قرار غزو العراق في 2003 وبعد الغزو حاول البلدين إرجاع علاقاتهما التي كانت في السابق.
‌